# Francesco Portinaro
Francesco Portinaro   (Pàdua, 1520 (Gregorià) - Pàdua, 1578),fou un compositor italià.
Va ser cantor de la capella de l'emperador Maximilià II, i deixà les obres següents: Il primo libro de Madrigali a cinquè voci (Venècia, 1550); Madrigali a cinquè voci, libro secondo (Venècia, 1554); idem a 5 i 6 veus (Venècia, 1558), i La Vergine, a 6 veus (Venècia, 1568).